# Якобс, Ян-Карл
Ян-Карл Якобс (фр. Jean-Charles Jacobs, 1821—1907) — бельгийский врач и энтомолог, ученик Константина Весмэля, Президент Королевского Бельгийского энтомологического общества.

## Биография и научный вклад
Родился в Брюсселе в 1821 году.
Выучился на медика в Брюссельском свободном университете, но никогда не переставал интересоваться и заниматься изучением насекомых. Стал одним из основателей Энтомологического общества Бельгии. Специализировался на Hymenoptera, часто работая вместе с Жюлем Тоскине, позже стал в основном заниматься Diptera. Среди его трудов — доклад о насекомых Антарктики по материалам, собранным Бельгийской антарктической экспедицией. Так, он описал крупнейшее истинно наземное животное материка, комара Belgica antarctica.
Умер в Брюсселе 7 февраля 1907 года